# Joseph Li Jing
Joseph Li Jing (chiń. 李晶; ur. 15 listopada 1968) – chiński duchowny katolicki, biskup Ningxia od 2009.

## Życiorys
Święcenia kapłańskie otrzymał 8 sierpnia 1996.
Wybrany biskupem koadiutorem biskupa Josepha Ma Zhongmu. Sakrę biskupią przyjął z mandatem papieskim 21 grudnia 2007. 20 grudnia 2009 został biskupem ordynariuszem Ningxia.